# دراگون بال سوپر: ابرقهرمان
دراگون بال سوپر: ابرقهرمان (به انگلیسی: Dragon Ball Super: Super Hero) یک فیلم پویانمایی رایانه‌ای رزمی، فانتزی/ماجراجویی ژاپنی محصول ۲۰۲۲ به کارگردانی تتسورو کوداما و تولیدشده توسط توئی انیمیشن است که توسط آکیرا توریاما، خالق اصلی دراگون بال، نوشته شده‌است. این بیست و یکمین فیلم از این فرنچایز، چهارمین فیلم با نویسندگیِ توریاما، دومین فیلم از سری دراگون بال سوپر و اولین فیلم از این فرنچایز در قالب پویانمایی سه‌بعدی رایانه‌ای محسوب می‌شود. این فیلم که در مقطعی پس از حماسهٔ زندانیان گشتی کهکشانی و با تمدید حماسه گرانولا اتفاق می‌افتد، گوهان و پیکولو را دنبال می‌کند که در حال پیوستن به مأموریتی برای نجات جهان از ارتش جدید رِد ریبون هستند.
دراگون بال سوپر: ابرقهرمان که در ابتدا قرار بود در ۲۲ آوریل ۲۰۲۲ در ژاپن اکران شود، به دلیل هک‌شدن شبکهٔ توئی در ۱۱ ژوئن در این کشور منتشر شد، و از ۱۹ اوت ۲۰۲۲ در آمریکای شمالی و سایر نقاط جهان اکران شد. این فیلم با تمجید از نوستالژی، سرویس طرفداران، داستان و شیمیِ بین گوهان و پیکولو، نقدهای مثبتی را از سوی منتقدان دریافت کرد.

## خلاصهٔ داستان
سون گوکو و وجیتا در سیارهٔ بیروس به تمرینات خود زیر نظر ویس ادامه می‌دهند که اکنون برولی به او ملحق شده‌است تا به او کمک کند تا خشم خود را کنترل کند. در همین حال روی کرهٔ زمین، ارتش احیاشدهٔ روبان سرخ (رِد ریبون)، به رهبریِ فرمانده مگنتا و افسر ستاد کارمین، دکتر هدو، نوهٔ دکتر گِرو را به خدمت می‌گیرند تا از پیکولو و گوهان انتقام بگیرند. ارتش تحت هدایت هِدو، دو اندروید جدید به نام‌های گاما ۱ و گاما ۲ را ایجاد می‌کند تا به عنوان ابرقهرمان در انظار عمومی عمل کنند. آن‌ها گاما ۲ را برای حمله به پیکولو مستقر می‌کنند که در مبارزه شکست می‌خورد. پیکولو گاما ۲ را دنبال می‌کند و به پایگاه ارتش روبان سرخ بازمی‌گردد و متوجه می‌شود که مگنتا و هدو در حال کار بر روی اندروید جدیدی به نام سِل مَکس (Cell Max) هستند، نسخه‌ای جدید و بهبود یافته از سلاح نهایی دکتر گرو به نام سِل.
مگنتا برای به دام‌انداختن گوهان تصمیم می‌گیرد دختر وی، پَن، را برباید. پیکولو که از این نقشه مطلع شده بود، خود را در لباس مبدل برای مهمانی آدم‌ربایی داوطلب می‌کند و پَن را رهگیری می‌کند، که موافقت می‌کند تا پدرش را جلب کند تا به او توجه کند. گوهان پس از اطلاع از «دزدیده‌شدن» دخترش، کارهای خود را رها کرده و در کنار پیکولو، که از دراگون بال‌ها برای رسیدن به شکل جدیدی به نام «پیکولوی نارنجی» (Orange Piccolo) استفاده کرده‌است، به پایگاه حمله می‌کند. گوهان با آزاد کردن فرم «نهایی» (Ultimate) خود، با گاما ۱ مبارزه می‌کند و او را از توان می‌اندازد، در حالی که پیکولو با استفاده از فرم «نارنجی» خود با گاما ۲ مبارزه می‌کند. پیکولو پیش از توقف مبارزه بین گوهان و گاما ۱، گاما ۲ را شکست می‌دهد. در پی دیدن کارمین که تلاش می‌کند پَن را بکشد، گاماها نظرشان را تغییر می‌دهند و به گوهان و پیکولو کمک می‌کنند تا پَن را نجات دهند.
مگنتا در حالت عصبانیت، سِل مَکس را پیش از موعد فعال می‌کند که باعث آزادی او به عنوان یک هیولای غول‌پیکر می‌شود. هِدو متعاقباً مگنتا را می‌کشد تا این امر را متوقف کند اما اکنون بسیار دیر شده‌است. گوهان، پیکولو و گاماها، به همراه گوتن، ترانکس، اندروید ۱۸ و کریلین، با سل مکس مبارزه می‌کنند. گوتن و ترانکس با هم به فرم «گوتنکس» (Gotenks) ترکیب می‌شوند و علیرغم شکست در فیوژن دَنس، می‌توانند جمجمه سل مکس را بشکنند و نشان دهند که او مانند سِل اصلی فاکتور درمانی ندارد. گاما ۲ خود را قربانی می‌کند تا به سل مکس آسیب برساند و ساعد چپ او را از بین ببرد. پیکولو با ترکیب فرم‌های «پیکولوی نارنجی» و «نامکیان بزرگ» با سل مکس مبارزه می‌کند اما در نهایت شکست می‌خورد. این باعث می‌شود که خشم درونی گوهان در نهایت فوران کند و شکل تکامل «نهایی» او به نام «گوهانِ جانور» (Gohan Beast) را آشکار کند. همان‌طور که پیکولو سل مکس را در جای خودش نگه می‌دارد، گوهان با از بین‌بردن هسته سرش با یک توپ پرتو ویژه سوپرشارژ، او را می‌کشد. با پایان نبرد، گاما ۱ و دکتر هدو راه‌های شیطانی خود را کنار گذاشته و به کپسول کورپ می‌پیوندند.
در یک صحنه پس از تیتراژ، پس از اینکه هر دو مبارز تمام قدرت خود را در مسابقهٔ مهارت رزمی خود خرج کرده‌اند، وجیتا با ضربه‌ای نرم گوکو را «شکست» می‌دهد. وجیتا در حالی که برولی و لمو متحیرانه به او نگاه می‌کنند، از پیروزی خود خوشحال می‌شود، که باعث عصبانیت چیلای می‌شود.

## صداپیشه‌ها
| نام شخصیت    | ژاپنی            | انگلیسی        |
| ------------ | ---------------- | -------------- |
| گوهان        | ماساکو نوزاوا    | کایل هبرت      |
| سون گوکو     | ماساکو نوزاوا    | شان شمل        |
| گوتن         | ماساکو نوزاوا    | رابرت مک کولوم |
| پیکولو       | توشیو فوروکاوا   | کریستوفر سابات |
| وگتا         | ریو هوریکاوا     | کریستوفر سابات |
| پن           | یکو میناگوچی     | جینی تیرادو    |
| ویدل         | یکو میناگوچی     | کارا ادواردز   |
| کریلین       | مایومی تاناکا    | تنگه سانی      |
| یاجیروبه     | مایومی تاناکا    | مایک مک فارلند |
| بولما        | ایا هیساکاوا     | مونیکا ریال    |
| ترانکس       | تاکشی کوسائو     | اریک ویل       |
| اندروید ۱۸   | میکی ایتو        | مردیت مک کوی   |
| برولی        | بین شیمادا       | جانی یونگ بوش  |
| کورین        | کن او            | کریستوفر سابات |
| دنده         | آیا هیرانو       | جاستین کوک     |
| شنرون        | ریوزابورو اوتومو | کریستوفر سابات |
| بیروس        | کوئیچی یامادرا   | جیسون داگلاس   |
| ویس          | ماساکازو موریتا  | ایان سینکلر    |
| چیلای        | نانا میزوکی      | اریکا لیندبک   |
| لمو          | سوگیتا توموکازو  | بروس کری       |
| سل مکس       | نوریو واکاموتو   | دامئون کلارک   |
| گاما شماره ۱ | هیروشی کامیا     | الکس لی        |
| گاما شماره ۲ | مامورو میانو     | زنو رابینسون   |
| دکتر هدو     | میو ایرینو       | زک آگیلار      |
| مگنتا        | وولکانو اوتا     | چارلز مارتینت  |
| کارمین       | ریوتا تاکوچی     | جیسون مارنوچا  |

## تولید
تولید پیش از انتشار دراگون بال سوپر: برالی آغاز شد. این اولین فیلم در این مجموعه است که عمدتاً در قالب پویانمایی سه بعدی تولید می‌شود. آکیرا توریاما نویسنده سری اصلی بار دیگر مفهوم اصلی را ارائه می‌دهد، فیلمنامه را می‌نویسد (شامل تمام جزئیات دیالوگ) و طراحی شخصیت‌های فیلم را به تصویر می‌کشد (تغییر شخصیت‌های از قبل موجود به طرح‌های مانگا آن‌ها به جای آن‌هایی که در انیمه استفاده می‌شود). گفته می‌شود که او حتی از سه فیلم قبلی که نوشته‌است، روی این فیلم سرمایه‌گذاری کرده‌است.
به دلیل اکتساب فاکس قرن بیست و یکم توسط والت دیزنی در ۲۰ مارس ۲۰۱۹ و انتقال تمام اپراتورهای ژاپنی به دیزنی، فاکس قرن بیستم (که اکنون به عنوان استودیوهای قرن بیستم شناخته می‌شود) در این فیلم و کمیته تولید شرکت نخواهد داشت. شرکت توئی توزیع را به تنهایی آغاز می‌کند و این اولین فیلم دراگون بال را می‌سازد که پس از ۲۶ سال از زمان هفدهمین فیلم، دراگون بال: مسیر به قدرت، به‌طور مستقل توسط توئی اکران می‌شود.
این فیلم تمرکز شخصیت‌های قدرتمندی مانند گوکو و وگتا را در برابر برولی در فیلم قبلی تغییر می‌دهد و در عوض روی گوهان و پیکولو تمرکز می‌کند و در نتیجه تغییری در سرعت فیلم ایجاد می‌کند. یکی از مبارزات اصلی فیلم بین گوهان و گاما ۱ است که در هنگام باران انجام می‌شود. کارگردان تتسورو کوداما متوجه شد که این محیط جذاب خواهد بود. تصمیم برای استفاده مجدد از ارتش روبان سرخ (رد ریبون) به عنوان نیرویی که باید توسط بازیگران با آن بجنگد، به این معناست که یک سری دشمنان در مقیاس بزرگ در مقایسه با یک شرور منفرد مانند قوس‌های داستانی قبلی باشد. توریاما شخصاً شخصیت‌های رد ریبون و همچنین وسایل نقلیه را طراحی کرد. نیمه اول بر روی شرورهای ماشین مانند، مگنتا و کارمین تمرکز می‌کند. استفاده از تصاویر تولیدشده توسط کامپیوتر (سی‌جی‌آی) توسط کوداما ساخته شده‌است زیرا او در این موضوع تخصص دارد و همچنین گفته‌است که این روایت بیشتر درام انسانی را بررسی خواهد کرد، به ویژه شخصیت‌پردازی گوهان که یک جنگجو و همچنین یک محقق در همان زمان است. توریاما گفت که او می‌خواست طرح روی پویایی بین گوهان و پیکولو متمرکز شود، زیرا رابطه نزدیک آنها بیشتر از پدرش، گوکو، به او انگیزه می‌دهد تا مصمم به مبارزه باشد.
هیروشی کامیا صداپیشگی شخصیت جدید گاما ۱ را بر عهده دارد و مامورو میانو نقش گاما ۲ را بر عهده دارد. اولی از این انتخاب شگفت‌زده شد زیرا او از طرفداران میانو بود و همچنین به این دلیل که این دو جزئی از شرورها بودند. علیرغم شباهت‌های هر دو اندروید، کامیا گفته‌است که مشتاقانه منتظر تفاوت‌های بالقوه در شخصیت آن‌ها است زیرا این امر باعث تعجب در روایت می‌شود. یکی دیگر از بازیگران جدید این فیلم مییو ایرینو است.

## بازاریابی
دنباله‌ای برای دراگون بال سوپر: برالی به‌طور رسمی در ۹ می ۲۰۲۱ معرفی شد. جزئیات بیشتر و همچنین عنوان فیلم در کامیک-کان ۲۰۲۱ اعلام شد. طرح‌های شخصیتی برای پیکولو، پن، کریلین و یک شخصیت جدید و همچنین طراحی خانه پیکولو نشان داده شد. انیمیشن سه بعدی شخصیت گوکو نیز در یک پیش نمایش کوتاه نمایش داده شد. اولین تریلر در ۷ اکتبر ۲۰۲۱ منتشر شد. تاریخ انتشار ژاپنی و یک تریلر جدید در جامپ فستا ۲۰۲۲ به نمایش گذاشته شد

## انتشار

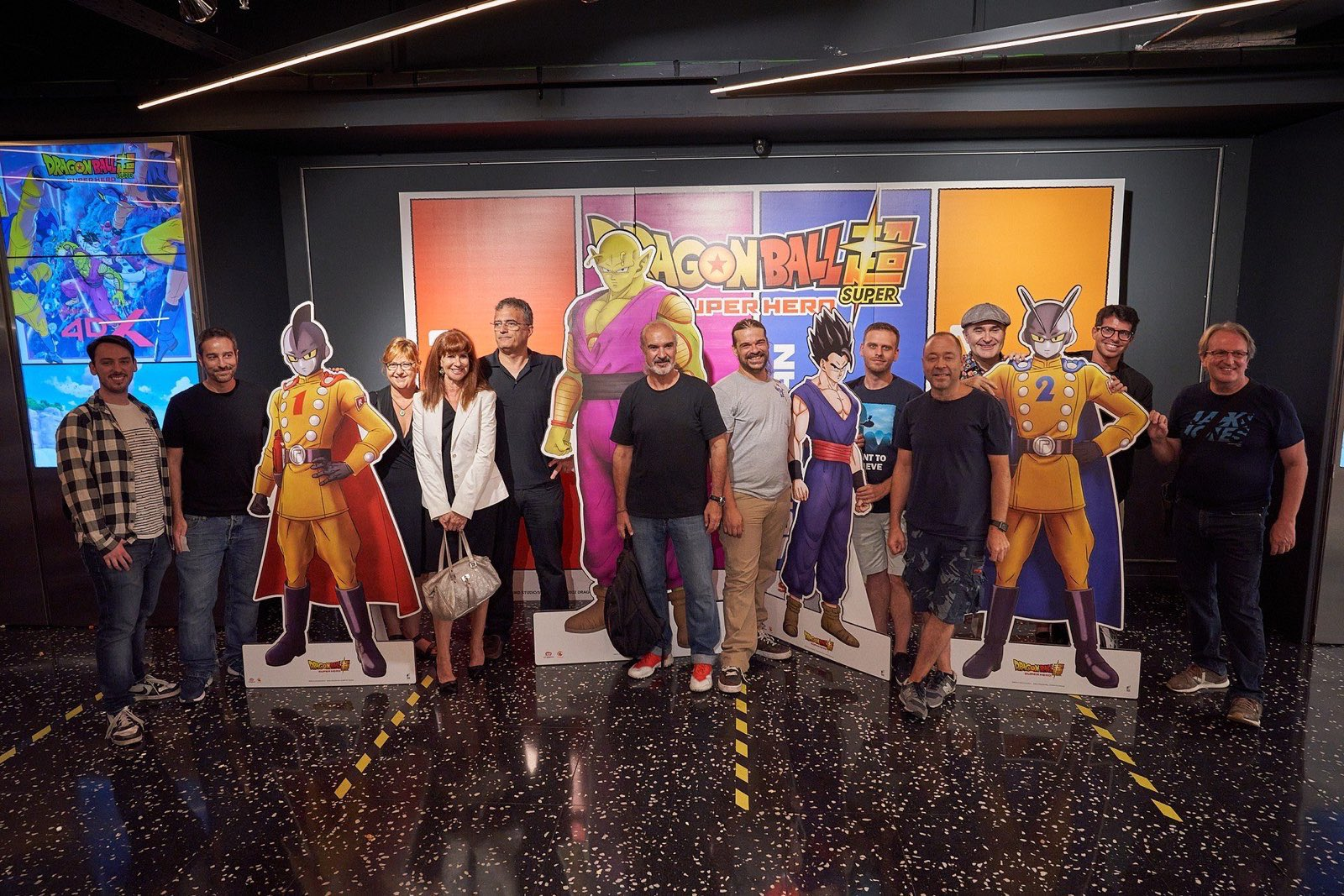
گروه سازندگان دراگون بال سوپر: ابرقهرمان

این فیلم در ابتدا قرار بود در ۲۲ آوریل ۲۰۲۲ در ژاپن به صورت سه بعدی، آی مکس ۳ بعدی و ۴ بعدی اکران شود اما به دلیل هک شدن انیمیشن توئی به تعویق افتاد. این فیلم در آمریکای شمالی، در حال حاضر برای ۱۹ اوت ۲۰۲۲ برنامه‌ریزی شده‌است.
توئی اعلام کرد که هک شدن این استودیو اکران فیلم را برای ۱۱ ژوئن ۲۰۲۲ تغییر داد. علاوه بر این، کرانچی‌رول اعلام کرده‌است که این فیلم را از اوت ۲۰۲۲ در سطح جهانی توزیع خواهد کرد. این اولین فیلم دراگون بال خواهد بود که تحت برچسپ کرانچی رول توزیع می‌شود، زیرا قبلاً توسط شرکت مادر فانیمیشن، سونی پیکچرز تله‌ویژن در اواخر سال ۲۰۲۱ خریداری شده بود.

## بازخورد

### فروش گیشه

#### ژاپن
این فیلم در اولین آخر هفته خود در گیشه ژاپن (۱۱ تا ۱۲ ژوئن) با فروش حدود ۴۹۸٬۰۰۰ بلیت و فروش حدود ۴٫۹۸ میلیون دلار در صدر قرار گرفت. در دومین آخر هفته اکران خود به رتبهٔ دوم سقوط کرد و در مجموع ۹٫۴۵ میلیون دلار با فروش ۹۴۷٬۰۰۰ بلیت به دست آورد. این فیلم پس از ۱۲ روز اکران در گیشه بیش از ۱ میلیون بلیت فروخته‌است. در آخر هفته سوم، فیلم با درآمد ۱٫۷۱ با ۱۶۶٬۰۰۰ بلیت و مجموع درآمد برای سه هفته در مجموع به ۱۲٫۱۱ میلیون دلار رسید.
دراگون بال سوپر: ابرقهرمان در چهارمین آخر هفته اکران خود با فروش حدود ۱٫۱۳ میلیون دلار به جایگاه چهارم گیشهٔ ژاپن سقوط کرد. در مجموع، با فروش ۱٫۴ میلیون بلیت، حدود ۱۴٫۰۱ میلیون دلار به دست آورده‌است و از فیلم پنج‌قلوهای باکلاس پیشی‌گرفته و چهارمین فیلم پرفروش انیمه ژاپنی سال ۲۰۲۲ است.

### پاسخ انتقادی
در وبگاه جمع‌آوری نقد راتن تومیتوز، ٪۹۲ از ۴۹ بررسی منتقدان مثبت است و میانگینِ امتیاز آن ۷٫۳/۱۰ است. اجماع این وبگاه چنین می‌نویسد: «با ترکیبی از صحنه‌های زیبای پویانماییِ اکشن و توسعهٔ شخصیت‌های تازه، دراگون بال سوپر: ابرقهرمان دقیقاً همان چیزی است که طرفداران فرنچایز به دنبال آن هستند.» این فیلم در متاکریتیک که از میانگین وزنی استفاده می‌کند، بر اساس نظر ۱۱ منتقدین امتیاز ۶۵ از ۱۰۰ را کسب کرده که نشان‌گر «نقدهای عموماً مطلوب» است.